# Robert Jíša
Robert Jíša (* 9. dubna 1970 Praha) je český hudební skladatel. Žije v Praze, studoval obor filmová hudba na Berklee College of Music v Bostonu. Zde byl studentem Kennetha Greenhouse.

## Tvorba
Jeho tvorbu ovlivnili Giacinto Scelsi, Henryk Górecki, Krzysztof Penderecki, Bohuslav Martinů, Brian Eno a mnozí další.
V Česku vydal 22 CD, z nichž některá dosáhla ocenění Platinová deska (Pět Tibeťanů, Kouzelné vánoce s Boni Pueri) a posledních několik titulů je distribuováno mimo ČR i na amerických a britských iTunes. Například muzikoterapeutická Hudba proti nespavosti, Hlasy vesmíru, Relaxační hudba pro miminka, Egyptská kniha mrtvých a Hlasy moře.

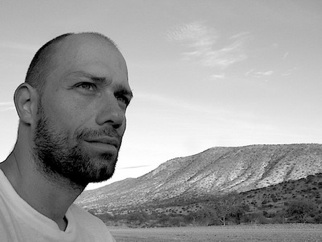
Robert Jíša během natáčení v Namibii

Kromě hudby New Age se věnuje také skladbě filmové hudby, současné vážné kompozici, vystupuje také jako klávesista a autor s hudební skupinou Poste restante zpěváka Martina Pošty, V.I.P Archivováno 14. 4. 2021 na Wayback Machine. a Beluci j. h.. Hudebně se podílel na audio-vizuálních instalacích Český kód, Hourglass, Aquarius na Křižíkově fontáně, Hourglass Stars v Pražském planetáriu a WÜRFELN III – Eine Essperformance v Rakousku.
Pro Novou scénu Národního divadla v Praze složil hudbu k představení Krajina těla.
Hudebně se podílel na kampaních spisovatele Jamese Pattersona podporujících čtení v USA.
Složil hudbu například k filmům Málčik a Sny o toulavých kočkách (David Sís), To hezké růžové, Maminka, Katrin a Rut, Liščí doupě, Ani málo ani moc (Petr Strnad), Někdo tam dole mě má rád, Total Detox (Roman Vojkůvka), Aquamarine, Freediving.cz (Miroslav Hrdý), Prapodivný svět, Poslední lovci, Aldabra 3D, Stingl – malý Velký Okima (Steve Lichtag), Santini, Meine Kunst, František Drtikol – fotograf, malíř, mystik, Qui Shi-Hua krajiny – malby na pokraji viditelnosti (Miroslav Dvořáček), Sněžný drak (Eugen Sokolovský ml.), Století Miroslava Zikmunda (Petr Horký), Suntali (Bhaskar Dhungana, Nepál), Phantom, Echoes Of Time, Man With Shadow, Nekoč v Posočju ([./Https://sl.wikipedia.org/wiki/Ema_Kugler Ema Kugler], Slovinsko) a mnoho dalších. Většina z těchto projektů byla oceněna na mezinárodních festivalech.
Zkomponoval hudbu také k televiznímu seriálu Temný kraj a s reřisérem Markem Najbrtem seriál Zákony vlka.
Kromě filmu a televize skládá hudbu i pro divadla, například baletní představení Tanec pralesa nebo činohru Jak uvařit žábu. Spolupracoval s umělkyní Lindou Samaraweerovou a vídeňským divadlem Tanzquartier, v roce 2020 tam společně vytvořili představení The Endless Island Of Absence. V lednu 2022 měla v tomtéž divadle ve Vídni online premiéru jeho opera s libretem spisovatelky Elke Laznia DURST. V České republice měla opera premiéru 19. 5. 2022 v rámci festivalu Dvořákova Olomouc.
Pro Národní muzeum v Praze opatřil hudbou instalaci Voda a život a Noemova archa.
S výtvarníkem Miroslavem Hrdým a Stevem Lichtagem vytvořili multimediální projekt Hlasy světla 3D spojující symfonický koncert a 3D projekce, který byl vyznamenán na cenách OSA 2014 jako nejúspěšnější projekt roku v kategorii "Mezi žánry". Dlouhodobě úzce spolupracuje se sborem Boni pueri, souborem Musica Florea, Milošem Vacíkem a sopranistkou Christinou Johnston.
V poslední době Robert Jíša pracoval s orchestrem Musica Florea a Milošem Vacíkem například na koncertní trilogii Hourglass 2023, jejíž premiéra proběhla v Anežském klášteře.

## Filmografie (výběr)
- We Love School - James Patterson
- Man With Shadow
- Sny o toulavých kočkách
- Aldabra - byl jednou jeden ostrov 3D
- Temný kraj
- Stingl - Malý velký Okima
- Zákony vlka
- Suntali
- Kids Are Reading - James Patterson
- Books Burning - James Patterson
- Století Miroslava Zikmunda
- Echoes Of Time
- Sněžný drak
- Latim - obřezané
- Total Detox
- Last Hunters - Poslední lovci
- Ovlivňování - Interactions
- Na nádech s Martinem Štěpánkem
- Oáza míru
- Finále Plzeň
- Inkognito
- Prapodivný svět
- Ledový příliv
- Nextera Films
- Wreck Free Thistlegorm
- Phantom
- Aquamarine
- ADRA Bosna
- Antarctica - Terra Australis Incognita
- JVC
- Pohádky z lesa
- Freediving.cz
- Como esta Mosambique
- Voda a život
- Santini
- American Art
- ADRA Afghanistan
- I.N.R.I.
- Velký bílý z Gaansbai
- Ani málo ani moc
- Qui-Shi-Hua-krajiny na pokraji viditelnosti
- Křídla slávy
- Tiburones De Los Galapagos
- Liščí Doupě
- František Drtikol-fotograf, malíř, mystik
- Sama Bahari
- Maminka
- B-17, Calvi
- Katrin a Rut
- Málčik

## Ocenění (výběr)

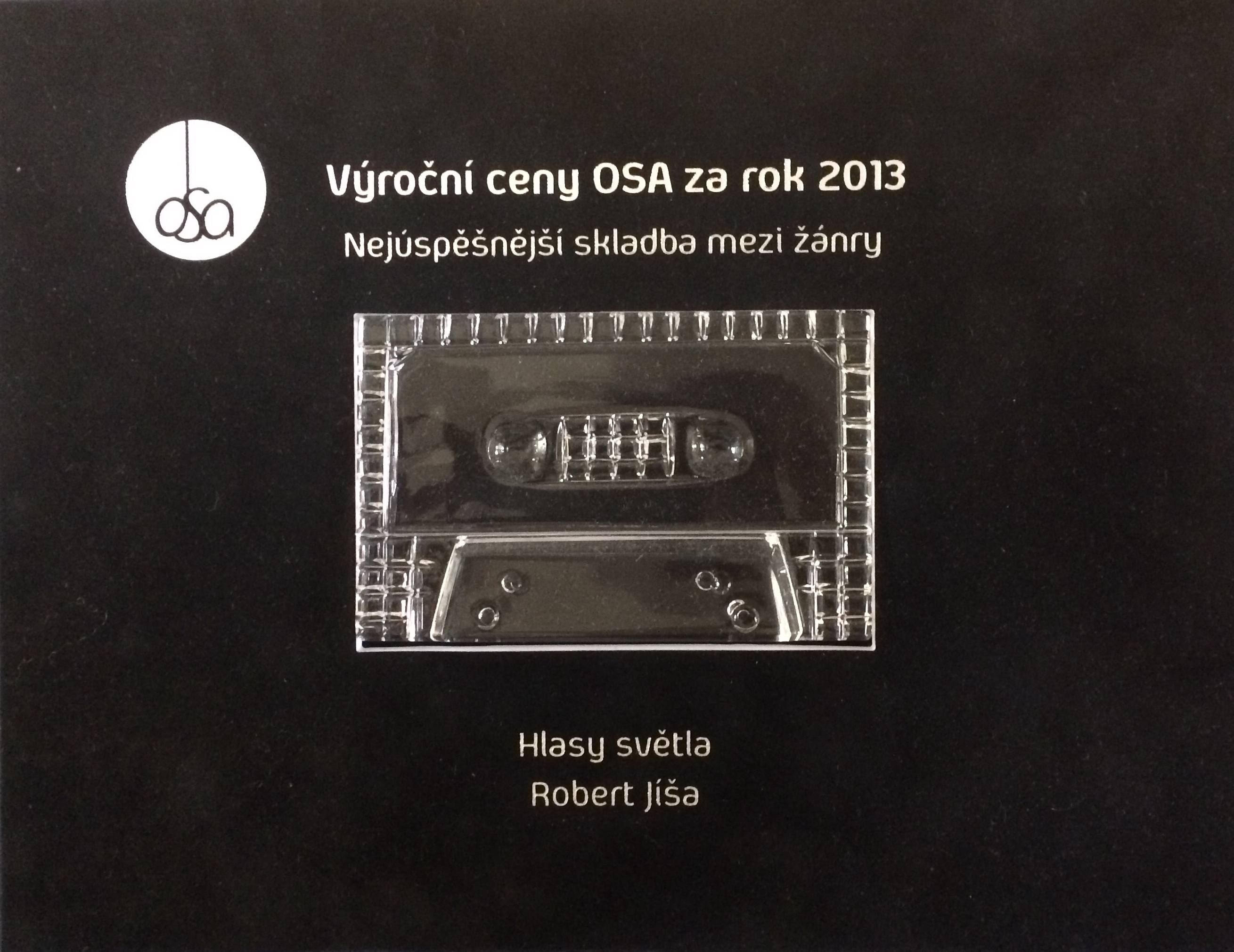
Cena OSA za nejúspěšnější skladbu roku 2013

- The Best Composer – Budapest Film Festival 2022 (Man With Shadow)
- The Best Composer – New Wave Cinema Awards, London 2021 (Man With Shadow)
- Best Music – Hollywood International Golden Age Award 2021 (Man With Shadow) Archivováno 3. 2. 2022 na Wayback Machine.
- The Best Film Score – JellyFEST Film Festival, Los Angleles 2021 (Man With Shadow) Archivováno 19. 4. 2021 na Wayback Machine.
- Best Original Score – Tilda Film Festival, Lisboa 2021 (Man With Shadow)
- Best Composer – LA Indie Film Festival, Los Angeles 2021 (Man With Shadow)
- Golden Award – International Movie Awards 2014 (Echoes Of Time)
- The Castell Award – Barcelona Film Festival, Spain 2014 (Echoes Of Time)
- The Best Composition Award – OSA 2014 (kategorie “Mezi žánry”, Hlasy světla)
- Special Jury Award – Houston Internation Film Festival “Worldfest” 2014 (Echoes Of Time)
- The Best Film – IFF Envirofilm 2010 (Last Hunters–Poslední lovci)
- The Audience Award – IFF Ekofilm 2010 (Last Hunters–Poslední lovci)
- Grand Prix – IFF Poprad 2010 (Last Hunters–Poslední lovci)
- 1st Price – IFF Outdoor Film Festtival 2009 (for Ovlivňování–Interactions)
- Grand Prix – IFF Envirofilm 2006 (Bizzare World)
- Grand Prix – IFF Golden Dolphin, Moscow, Russia 2006 (Bizzare World)
- Grand Prix – IFF Masters, Nelos, Belgium 2006 (Bizzare World)
- The Best Music – IFF Outdoor Film Festival 2005 (Wreck Free Thistlegorm)
- Platinum record – IFPI – Czech Republic (Kouzelné vánoce s Boni Pueri)
- Gold Remi Award – Houston Internation Film Festival “Worldfest” 2004 (Phantom)
- Spirit Of Moondance Award – Moondance 2004 (Phantom)
- Ministry Of Culture Award – IFF Envirofilm 2004 (Aquamarine)
- The Jury Award – IFF Tatry 2003 (Freediving.cz)
- Grand Prix – IFF Go Camera 2001 (Vánoční království krabů)
- Prix du Public – IFF Cergy Pontoise, France 1996 (for Katrin a Rut)
- Grand Prix – IFF Tel Aviv, Israel 1993 (Málčik)
- The Jury Award – IFF Poitiers, France 1993 (Málčik)